# TV Asahi
 (octobre 2022).
Pour les articles homonymes, voir Asahi.
TV Asahi Corporation (株式会社 テレビ朝日, Kabushiki-gaisha terebi Asahi); (litt. « Société Télé Asahi »), est une chaîne de télévision japonaise à couverture nationale basée à Roppongi, quartier de Tokyo. Elle commença à émettre le 1er novembre 1957 sous le nom de NET. Le 1er avril 1977 , la chaîne change son nom en TV Asahi.

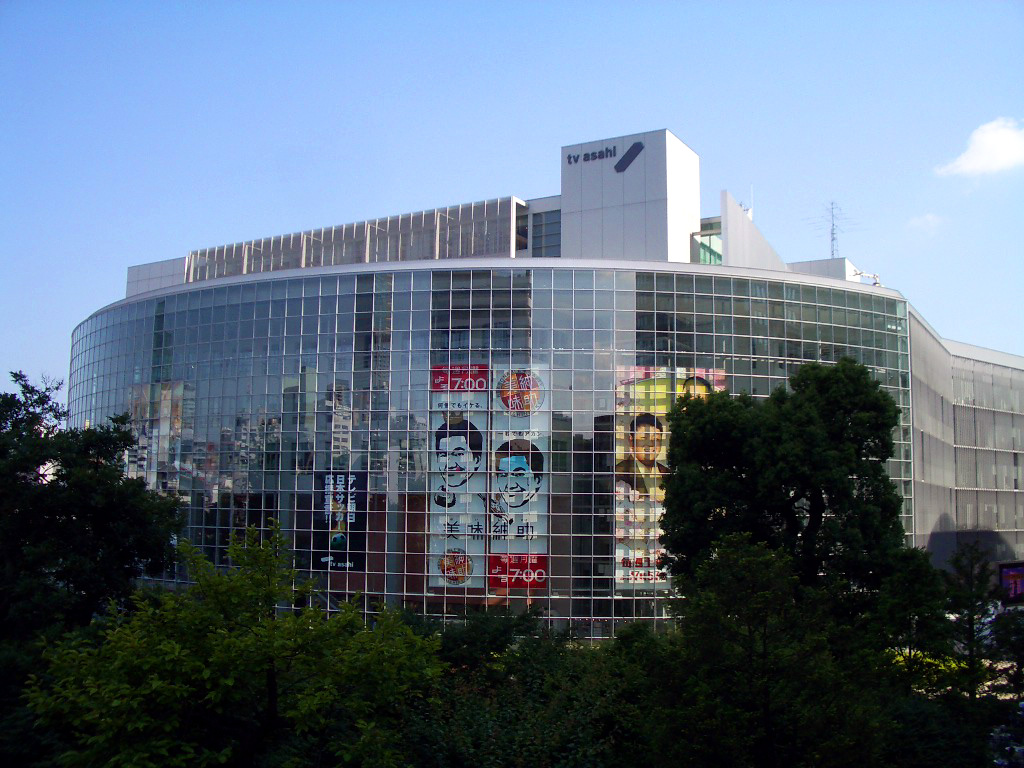
siège de TV Asahi à Roppongi

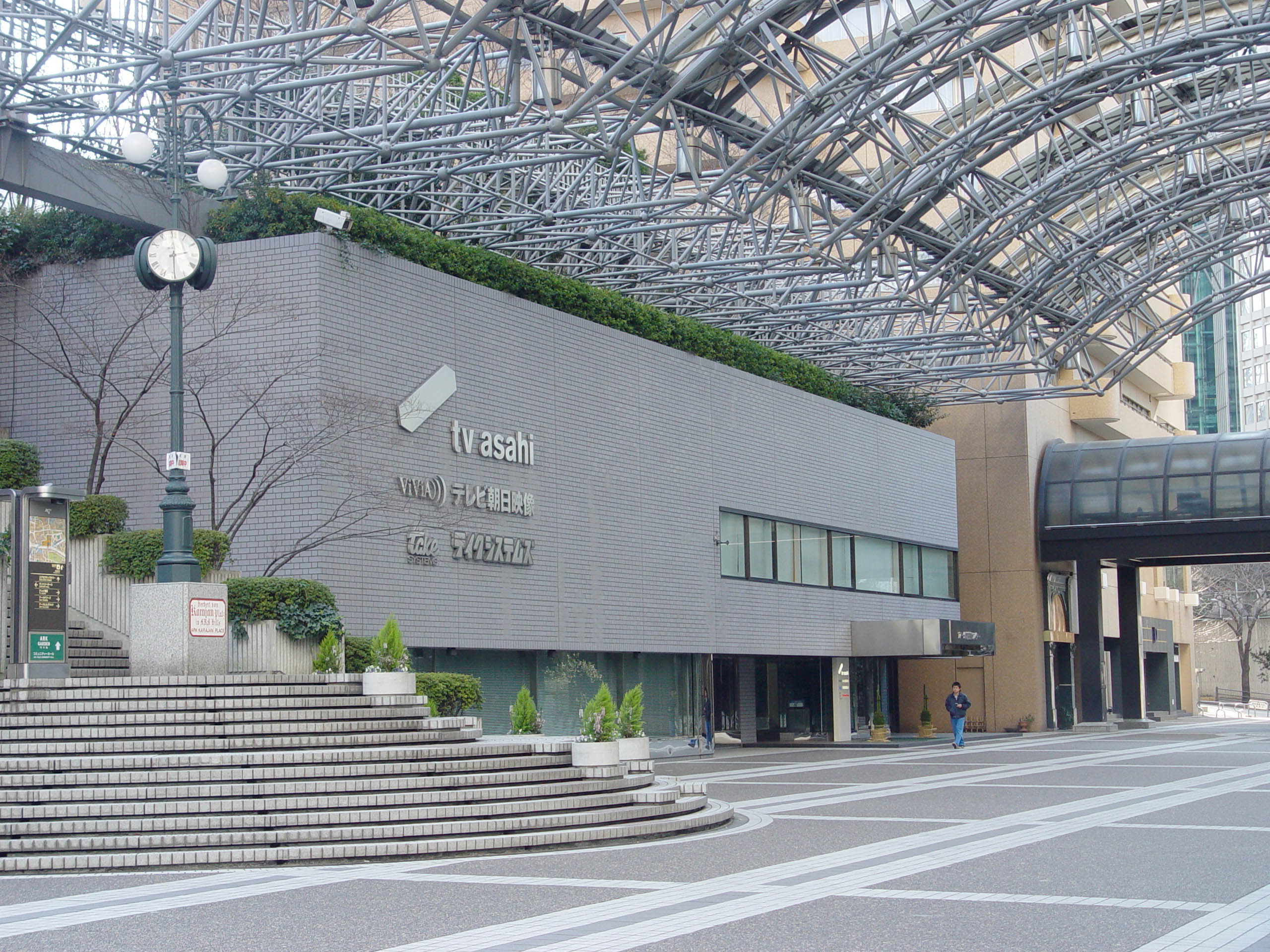
Ark Broadcasting center à Ark Hills dans le quartier d'Akasaka

TV Asahi fait du studio d'animation Shin-Ei Animation sa filiale en avril 2009,.

## Siège
En 2003, le siège de la société a déménagé dans un nouveau bâtiment conçu par Fumihiko Maki actuellement situé au 6-9-1 Roppongi, Minato, Tokyo, Japon.
Certains départements et filiales de TV Asahi, tels que TV Asahi Productions et Take Systems, sont toujours situés au TV Asahi Center, l'ancien siège de la société de 1986 à 2003. Il est situé à Ark Hills, non loin de son siège actuel.

## Logo
Le logo actuel de TV Asahi a été créée par le collectif de design britannique Tomato (certains membres travaillent pour le groupe de musique électronique Underworld) avec le département de design interne de TV Asahi en 2003. Il comprend un ensemble de "bâtons" générés par ordinateur sur fond blanc, qui changent de couleur et de mouvement avec une musique de fond. TV Asahi utilise également une brève animation de ses bâtons en haut à gauche de l'écran après les pauses publicitaires. La musique de fond utilisée pour les vidéos de connexion et de déconnexion de TV Asahi est Born Slippy .NUXX 2003 et Rez. TV Asahi a ensuite mis à jour sa vidéo de connexion et de déconnexion en 2008 avec une version révisée de l'animation "bâtons" générée par ordinateur et une nouvelle musique de fond. Le slogan de TV Asahi New Air, On Air apparaît en haut de son nom.
La société écrit son nom en lettres minuscules, tv asahi, dans son logo et ses supports d'image publique. Normalement, la marque de la station à l'écran apparaît sous la forme "/tv asahi" ou "tv asahi\". L'apparence du filigrane de la station est le bâton en haut avec le nom de la station en bas. Les polices utilisées par TV Asahi pour les parties écrites sont Akzidenz Grotesk Bold (anglais) et Hiragino Kaku Gothic W8 (japonais).
De 1991 à 2001, TV Asahi était unique parmi les réseaux de télévision nationaux pour sa chanson thème en anglais, Join Us , qui était utilisée à la fois pour les séquences de démarrage et de fermeture. Avant cela, de 1977 à 1987, une autre chanson était utilisée pour ceux-ci (instrumental uniquement à partir de 1978, anciennement avec voix).

## Histoire

### Pré lancement
Après le lancement de NHK et de Nippon TV en 1953, la télévision est devenue un média important au Japon. Cependant, la plupart des programmes diffusés à cette époque étaient vulgaires, ce qui a amené le critique bien connu Soichi Oya à mentionner dans une émission télévisée que la télévision faisait des gens au Japon des "idiots totaux"; ces critiques ont déjà donné naissance à l'idée d'ouvrir une chaîne de télévision axée sur l'éducation. Le 17 février 1956, le ministère des Postes a émis des attributions de fréquences et la région du Kanto a obtenu trois licences au total. Parmi les trois, l'un d'eux est utilisé par NHK Educational TV, tandis que les deux autres étaient ouverts aux enchères privées. Parmi ces soumissionnaires figurent les sociétés de production cinématographique Toho et Toei Company, les radiodiffuseurs Nippon Cultural Broadcasting et Nippon Broadcasting System, et le groupe d'édition pédagogique Obunsha. Le 4 juillet 1957, le ministère des Postes a décidé plus tard d'unifier ces applications dans Tokyo Educational Television (comme son nom provisoire) qui a ensuite été obtenu le 8 juillet.
Le 10 octobre 1957, Tokyo Educational Television a tenu sa première assemblée des actionnaires et a changé le nom de sa société en Nippon Educational Television Co., Ltd. (NET). Le 1er novembre de la même année, le diffuseur a ensuite été créé. Après que Fuji TV ait obtenu ses licences de diffusion, ils ont fixé une date de début de diffusion officielle au 1er mars 1959. NET a avancé sa date de début de diffusion un mois plus tôt (1er février 1959). À la veille de Noël de 1958, NET a commencé à avoir des transmissions de signaux de test. Le 9 janvier de l'année suivante, leur licence de diffusion a été approuvée et les transmissions de signaux de test se sont poursuivies toutes les nuits tout au long du mois.

### En tant que Nippon Educational Television Corporation
À 9h55 le 1er février 1959, NET s'est connecté, diffusant au moins 6,5 heures de programmation par jour. En avril, ce chiffre a été étendu à 10 heures. Avec le lancement du système de diffusion Mainichi et de la diffusion Kyushu Asahi le 1er mars 1960, la programmation NET a commencé à être diffusée sur les diffuseurs mentionnés. Peu de temps après le début des émissions, NET a diffusé son premier programme en direct, qui est le mariage du prince héritier (aujourd'hui empereur émérite) Akihito et de l'impératrice Michiko qui s'est tenu le 10 avril de la même année.
À l'époque, sa licence de radiodiffusion stipulait que le réseau devait consacrer au moins 50 % de son temps d'antenne à des émissions éducatives et au moins 30 % de son temps d'antenne à des émissions éducatives pour enfants. Cependant, le modèle de télévision éducative à but lucratif s'est finalement avéré être un échec. En juillet 1959, les notes moyennes du réseau étaient inférieures à 5%.
En 1960, NET entame sa transformation en chaîne de télévision généraliste. Il a commencé à diffuser des dessins animés et des films étrangers. Afin de ne pas enfreindre les exigences de la licence de télévision éducative, NET a justifié la diffusion de ces programmes sous le prétexte de "nourrir la gamme émotionnelle d'un enfant" (子供の情操教育のため, Kodomo no jōsō kyōiku no tame) et "l'introduction de cultures étrangères" (外国文化の紹介, Gaikoku bunka no shōkai). En décembre 1960, NET a également changé son nom commun de Nippon Educational Television en NET TV (NET テレビ). Le changement a également fait ses cotes d'écoute pour atteindre environ 10% après 1963. Bien qu'il se classe toujours au dernier rang des autres diffuseurs rivaux, il a considérablement réduit l'écart entre lui et les trois autres.
Depuis avril 1961, la station a commencé à ajouter une programmation nocturne. Deux ans plus tard, NET a annoncé son arrivée dans la course aux anime avec Ken, l'enfant-loup, produit par Toei. Première de nombreuses productions de Toei Animation, sa première a lancé une longue série de dessins animés et de séries que la station a diffusés jusqu'à aujourd'hui.
En novembre 1963, NET s'est associé à NHK General TV pour la première diffusion en direct par satellite de l'histoire de la télévision japonaise.

#### Transition de la programmation éducative à la programmation générale
Le passage à la programmation générale a également entraîné une lutte interne au sein de la direction. Contrairement au président de NET TV de l'époque, Hiroshi Ogawa (de Toei), qui faisait activement la promotion de programmes de divertissement, Yoshio Akao (d'Obunsha) pensait que trop de programmes de divertissement allaient à l'encontre de l'objectif initial de la chaîne de télévision éducative et était fortement mécontent des programmes vulgaires qui remplissaient la grille des programmes de NET TV à cette époque. En novembre 1964, Akao, avec des actionnaires autres que Toei et Nikkei, Inc., réussit sa réorganisation majeure, forçant Ogawa à démissionner de la présidence. Depuis lors, l'influence de Toei sur NET TV a été progressivement remplacée par Asahi Shimbun. L'année suivante, l'Asahi Shimbun nomme au poste de directeur de station Koshiji Miura (ancien vice-ministre des Affaires politiques).
Dans les années 1960, NET TV a également commencé à diffuser des films étrangers dans le cadre de son programme. La première NET TV de The Morning Show en 1964 a créé une tendance pour un format d'actualités sur la télévision japonaise de jour, obligeant d'autres réseaux à emboîter le pas. C'était la première émission matinale japonaise dans son format. Hyōten , le drame de NET TV en 1966, avait une cote de 42,7% dans sa finale. Le succès du drame a poussé le réseau à ajuster son public cible aux femmes célibataires et mariées. Bien qu'ils se concentrent fortement sur les programmes de divertissement, ils ont continué à diffuser des programmes éducatifs, bien que sur un nombre limité d'heures chaque matin. En 1967, NET TV lance le Minkyokyo pour renforcer la production de programmes éducatifs. En avril 1967, ils ont commencé à diffuser en télévision couleur et, en 1969, tous ses programmes étaient diffusés en couleur. Après 1968, de nombreux diffuseurs régionaux au Japon ont commencé à apparaître. Cela a conduit le diffuseur à lancer le All-Nippon News Network le 1er avril 1970, le 4e réseau national du pays, avec NET produisant des nouvelles nationales et d'autres programmes produits au niveau national pour les chaînes régionales qui avaient rejoint le réseau. Avec l'expansion continue du réseau, NET TV a de nouveau mis l'accent sur son public cible, cette fois des femmes, pour être axé sur la famille, comme le PBS américain.
Mais le meilleur était encore à venir. Un an après le lancement d'ANN, la série révolutionnaire Kamen Rider, créée par Shotaro Ishinomori et produite par Toei, fait sa première nationale en avril 1971 sur NET TV et le réseau ANN. Ce programme a mis fin au duopole tokusatsu de longue date que TBS Television et Fuji TV avaient alors avec la franchise Ultra Series alors à succès il y a près d'une demi-décennie sur TBS et le fait que depuis 1958, ces deux chaînes de télévision japonaises étaient les seules chaînes de télévision japonaises à diffuser des productions tokusatsu. loin, TBS le premier et Fuji le second. Avec sa première à succès, une rivalité commençait à naître entre les trois, TBS considérant la programmation toku de NET comme une menace. La décision de Toei de lancer avec succès la série sur NET a été considérée par son personnel comme une vengeance pour le retrait de Hiroshi Ogawa de la présidence de NET TV en 1964.

### Asahi National Broadcasting Corporation
En novembre 1973, le ministère des Postes a révisé ses plans sur la façon dont les diffuseurs de télévision fonctionneraient, ce qui comprend déjà l'abolition de la diffusion télévisée axée sur l'éducation. Par conséquent, la transformation de NET en une station de télévision à usage général était terminée le même mois, lorsque NET, ainsi que la chaîne éducative "Tokyo Channel 12" (maintenant TV Tokyo) à Tokyo ont demandé et reçu une licence de station de télévision à usage général. En mars de l'année suivante, les deux ont mis fin à leurs émissions d'émissions éducatives, achevant la transition. Les grands journaux japonais trient également leurs participations dans les chaînes de télévision. Nikkei Newspaper a transféré sa propriété de NET TV à The Asahi Shimbun, faisant de ce dernier le principal actionnaire de NET TV. Le 1er avril 1975, l'affiliation ANN dans la région du Kansai a changé de mains, de Mainichi Broadcasting System, Asahi Broadcasting Corporation a assumé le créneau d'affiliation au réseau. Quelques jours plus tard, la chaîne a lancé une autre création d'Ishinomori, Himitsu Sentai Gorenger, encore une autre production de Toei, et ce serait un succès retentissant (c'était le même mois où Kamen Rider a quitté le navire pour rivaliser avec TBS avec la première de la saison de Kamen Rider Stronger, le franchise reviendrait à ce qui est maintenant TV Asahi en 2000). La série a marqué le début de la franchise Super Sentai et a établi NET comme une force avec laquelle il faut compter en matière de productions de toku et d'anime.
Le 1er avril 1977, la dénomination sociale de NET TV a été changée en Asahi National Broadcasting Co., Ltd, avec le nom de sa chaîne changé en TV Asahi. Cela symbolise également que l'Asahi Shimbun a le droit d'exploiter TV Asahi à la fois en nom et en essence. Depuis le 17 décembre 1978, TV Asahi diffusait des programmes en son stéréo. La société a également commencé à s'engager dans différentes entreprises telles que l'édition à la fin des années 70 pour générer des revenus autres que la publicité.
En 1977, grâce à sa relation étroite avec Ivan Ivanovitch, chef de la section japonaise du Département international du Parti communiste de l'Union soviétique, Koshiji Miura a pu rencontrer le dirigeant soviétique Leonid Brejnev et aider TV Asahi à obtenir les droits de diffusion exclusifs pour les Jeux olympiques de Moscou de 1980 au Japon. C'était la première fois qu'une chaîne de télévision privée au Japon se voyait accorder exclusivement les droits de diffusion des Jeux Olympiques, mais cela a été controversé car des diffuseurs rivaux, dont NHK, se sont opposés à cette décision. Le Japon a suivi les pays occidentaux en boycottant les Jeux olympiques d'été de 1980. En conséquence, TV Asahi n'a diffusé que des événements olympiques de grande envergure et le diffuseur a subi des pertes importantes dans ses revenus.

#### Réaménagement du siège de Roppongi
Alors que le diffuseur étendait ses activités, son siège social manquait d'espace. Comme son siège social était situé dans une zone résidentielle, il devenait difficile d'étendre son infrastructure existante. TV Asahi a collaboré avec la société de développement immobilier Mori Building Company pour réaménager la zone de Roppongi. Pendant que le nouveau QG était en cours de développement, TV Asahi a temporairement déménagé dans les studios nouvellement construits à Ark Hills. En 1985, l'Ark Broadcasting Center a été officiellement achevé. Alors que le Japon entrait dans l'ère de la bulle économique, les résidents locaux autour de la région de Roppongi avaient une perception négative du réaménagement de ladite zone, ce qui a retardé le plan de réaménagement. L'ancien siège social a été démoli en 2000. Avant la construction du nouveau siège social sur le site, les bureaux de TV Asahi étaient situés à plusieurs endroits autour de Tokyo, y compris les studios d'Ark Hills.

### Pré-transition vers TV Asahi Corporation
Le lancement du programme d'information du soir "News Station" en 1985 a aidé TV Asahi à établir son avantage d'audience à 22 heures en semaine, renforçant ainsi sa position dans les programmes d'information. En 1987, All-Nippon News Network avait un total de 14 stations régionales affiliées, beaucoup plus petites que les 3 autres réseaux (Japan News Network et Fuji News Network en avaient 25 chacun et Nippon News Network en avait 27). Cependant, affecté par la bulle économique à cette époque, Kikuo Tashiro (alors président de TV Asahi), a annoncé qu'il n'ouvrirait plus de stations régionales, ce qui a entraîné des protestations des stations existantes. En conséquence, la décision a été annulée et a décidé d'ouvrir 10 stations supplémentaires. En réponse à l'arrivée de la télévision par satellite, TV Asahi a créé TV Asahi Satellite Corporation en 1991.
Après le début de la diffusion d'Iwate Asahi Television en 1996, le nombre de stations ANN a atteint 26, annonçant que le diffuseur a déjà achevé la mise en place de son réseau national. En juin de la même année, le magnat des médias Rupert Murdoch et l'investisseur Masayoshi Son prévoyaient d'acheter une part importante de TV Asahi, mettant en péril le statut d'Asahi Shimbun en tant qu'actionnaire principal. À cet égard, Toshitada Nakae s'est personnellement rendu aux États-Unis pour rencontrer Murdoch et lui a demandé de ne pas augmenter sa participation dans TV Asahi. L'année suivante, Asahi Shimbun a acheté les actions d'Asahi TV détenues par Murdoch and Son. TV Asahi est cotée à la Bourse de Tokyo depuis le 3 octobre 2000. De multiples changements se sont produits depuis 2000 après que TV Asahi soit restée à la même 4e place pendant 10 années consécutives dans les classements télévisés. En avril 2000, des changements majeurs dans ses horaires, comme le démarrage de ses programmes quelques minutes avant le début de l'heure et l'amélioration de sa programmation de divertissement en fin de soirée. TV Asahi a lancé BS Asahi en décembre 2000, la version satellite de sa principale chaîne terrestre.

### Retour à Roppongi et changement de nom en TV Asahi Corporation
Le 29 septembre 2003, TV Asahi a déplacé son siège social de son studio Ark Hills à Roppongi Hills. Le 1er octobre, la société a changé son nom en TV Asahi Corporation, avec le nom présenté comme TV asahi à l'écran. Dans le cadre de la diffusion numérique, TV Asahi a commencé à diffuser sur la télévision numérique, étant désignée pour le canal 5. En 2004, les cotes d'écoute de TV Asahi ont atteint 7,5%, se classant au troisième rang des diffuseurs commerciaux de la région de Kanto après un laps de temps de 32 ans. Les cotes d'écoute s'amélioreraient encore l'année suivante, se classant au premier rang des cotes d'écoute télévisées de fin de soirée. Cependant, en 2008, touchée par la récession mondiale, TV Asahi enregistre sa première perte annuelle de revenus. En 2009, Hiroshi Hayakawa est devenu le président du diffuseur, étant le premier président de TV Asahi au service du diffuseur depuis son inauguration. Entre avril et juin 2012, TV Asahi a remporté pour la première fois les cotes d'écoute de la Triple Couronne avec 12,3% aux heures de grande écoute, 12,7% en soirée et 7,9% toute la journée.
Le 10 mai 2011, TV Asahi a lancé sa mascotte "Go-chan" qui a été conçue par Sanrio.
La transmission de compétitions aquatiques internationales, de matchs de football de la Coupe du monde et la création de programmes télévisés populaires de fin de soirée ont contribué à une augmentation des cotes d'écoute de TV Asahi et ont fait passer la chaîne de télévision de sa "quatrième place perpétuelle" populairement ridiculisée à la deuxième place, juste derrière Fuji TV, en 2005.
La station a également lancé sa propre mascotte, Gō EX Panda (ゴ ー エ ク ス パ ン ダ, Gō Ekkusu Panda ) , également connu sous le nom de Gō-chan (ゴ ー ち ゃ ん 。) Gō-chan est actuellement vu sur l'identifiant d'ouverture de TV Asahi.

## Exemples d'émissions de TV Asahi
- SmaSTATION!!
- Potsun tto Ikken'ya

## Événements sportifs
- Japan Collegiate Ekiden Championships（1982-aujourd'hui, tous les premiers dimanches du mois de novembre）
- ACN Expo Ekiden (2025)
- US Open de golf (1997-2020)

## Diffusions notables de drama
- Kamen Rider Series (1971-1975, 2000-aujourd'hui)
- Super Sentai Series (1975-1977, 1979-aujourd'hui)
- Metal Hero Series (1982-1999)
- Kasōken no Onna (1999-aujourd'hui)
- Keishichō Sōsa Ikka Kyū-gakari (2006-2017)
- Doctor X Gekai Daimon Michiko (2012-2021)
- Doctor Y Gekai Kaji Hideki (2016-aujourd'hui)
- Tokusō 9 (2018-2025)

## Diffusions notables d'anime et série télévisée
La chaîne contient non seulement des dessins animés japonais originaux, mais aussi des dessins animés étrangers doublés à la fois en japonais et certains en original et sous-titré.
- Ai shite night (Embrasse-moi Lucile) (1983-1984)
- Atomas, la fourmi atomique (1965-1968)
- Bakuretsu tenshi (2004)
- Battle Spirits: Sword Eyes (2012-2013)
- Binbō shimai monogatari (2006)
- Blue Lock (2022-2024)
- Bobobo-bo Bo-bobo (2003-2005)
- Bonkers (1993-1994)
- Bouba (1977)
- Brave Beats (2015-2016)
- Calimero (1974-1975)
- Candy Candy (1976-1979)
- Capitaine Planète (1990-1996)
- Charlotte aux fraises (depuis 2011)Ancien logo TV Asahi utilisé de 1977 à 1996.

Ancien logo TV Asahi utilisé de 1977 à 1996.

- Albator, le corsaire de l'espace (1978-1979)
- Crayon Shin-chan (depuis 1992)
- Cutey Honey (1973-1974)
- Cutey Honey Flash (1997-1998)
- Cynthia ou le Rythme de la vie (1986)
- Danny Fantôme (2004)
- Devilman (1972-1973)
- Digimon Data Squad (2006-2007)
- Digimon Xros Wars (2010-2012)
- Doraemon 79 (1979-2005)
- Doraemon 2005 (2005-aujourd'hui)
- Enfer et paradis (2004)
- Esper Mami (1987-1988)
- Foofur (1986-1988)
- Freakazoid! (1995-1997)
- Gankutsuou (2004-2005)
- Gokinjo monogatari (1995-1996)
- Gregory Horror Show (1999-2003)
- H2 (1995-1996)
- Heybot! (2016-2017)
- Ichigo 100% (2005)
- Iwakakeru! Sport Climbing Girls (2020)
- Iznogoud (1995)
- Josie et les Pussycats (1970-1971)
- Jinki:Extend (2005)
- Kamichu! (2005)
- Kamikaze kaitou Jeanne (2000)
- Ken, l'enfant-loup (1963-1965)
- Koi Kaze (2004)
- Le Fantôme de l'espace (1966-1967)
- Le Monde fou de Tex Avery (1997)
- Les nouvelles aventures de Tipounne (1989-1991)
- Le Pacha (1961-1962)
- Le tour du monde en 80 jours (1987)
- Les Aventures de Sonic (1993)
- Les Aventures extraordinaires de Blinky Bill (1993-2004)
- Les Fous du volant (1968-1970)
- Les Gummi (1985-1991)
- Les Petits Malins (1986-1987)
- Les Schtroumpfs (1981-1989)
- Les Snorky (1984-1989)
- Les Tiny Toons (1990-1992)
- Looney Tunes (1930-1947)
- Loveless (2005)
- Marc et Marie (1978-1979)
- Maya l'abeille (1975-1976)
- Michat-Michien (1998-2005)
- Mobile Suit Gundam UC RE:0096 (2016)
- Nadja (2003-2004)
- Nanaka 6/17 (2003)
- Ned et son triton (1997-1999)
- New Mobile Report Gundam Wing (1995-1996)
- Grangallo Tirevite (1959-1961)
- Ojamajo Doremi  (1999-2003)
- Oncle Grandpa (Depuis 2017)
- Peace Maker Kurogane (2003-2004)
- Police Academy (1988-1989)
- PreCure Series (2004-aujourd'hui )
- Pretty Soldier Sailor Moon (1992-1997)
- Red Garden (2006-2007)
- Ring ni kakero (2004)
- Ring ni Kakero 1: Nichi-Bei Kessen Hen (2006)
- Roquet belles oreilles (1958-1961)
- Saint Seiya (1986-1989)
- Saint Seiya Omega (2012-2014)
- Sans Secret, l'écureuil agent secret (1965-1968)
- Satanas et Diabolo (1969-1970)
- Shazzan (1967-1969)
- Sherlock Holmes (1984-1985)
- Slam Dunk (1993-1996)
- Speed Grapher (2005)
- The Healer Who Was Banished From His Party, Is, in Fact, the Strongest (2024)
- The Herculoids (1967-1981)
- Tipounne et Basard Super collègues (1994-1995)
- Tom et Jerry Show (1975)
- Tribe Cool Crew (2014 - 2015)
- Xenosaga : The Animation (2005)
- Yu-Gi-Oh! (1998)
- Yume Senshi Wingman (1984-1985)
- ZOMBIE-LOAN (2007)

## Chronologie simplifiée[5]
Ère Showa
- Juillet 1957 : Obtention du permis de diffusion.
- Novembre 1957 : Création de la chaîne Nippon Educational Television.
- Janvier 1959 : Obtention de la licence pour "JOEX-TV" (il s'agit du nom technique officiel du canal 5 de la TV japonaise).
- Février 1959 : Premières émissions de JOEX-TV.
- Décembre 1960 : Retitrage en NET TV. (bien qu'il s'agisse d'un pléonasme)
- Novembre 1963 : Premier relais TV satellite entre Japon et États-Unis.
- Avril 1966 : Première diffusion de Daimei no nai Ongakukai ("Concert sans Titre") sur la chaîne. Elle était jusque-là diffusée par (Tokyo 12 Channel depuis août 1964. L'émission dure encore en 2022.
- Avril 1967 : Premières diffusions couleur.
- 3 avril 1971 : Première diffusion de la série tokusatsu Kamen Rider.
- Novembre 1973 : La chaîne change de catégorie et passe donc de culturelle à généraliste.
- 5 avril 1975 : Première diffusion de la série tokusatsu Himitsu Sentai Goranger. Elle remplace les séries Kamen Rider, qui seront dès lors diffusés sur MBS qui coproduisaient la série, ainsi que sur TBS.
- Février 1976 : Tetsuko no Heya, le premier talk show télévisé japonais commence sa diffusion.
- 1er avril 1977 : Nippon Educational Television (NET) devient National Asahi Broadcasting (TV Asahi).
- Décembre 1978 : Début du multiplexage audio.
- 2 avril 1979 : Première diffusion de la seconde adaptation animée du manga Doraemon, toujours en diffusion. La précédente adaptation était diffusée en 1973 sur NTV.
- Juillet 1980 : Diffusion exclusive des Jeux olympiques de Moscou 1980.
- Octobre 1985 : Premier journal télévisé (News Station) de la chaîne.
- Mai 1986 : Le siège social de la chaîne déménage à Ark Hills.

Ère Heisei
- Avril 1989 : Le premier SNG de la chaîne, baptisé A-SAT débute ses fonctions.
- Octobre 1996 : Mise en service de TV Asahi Network.
- 3 janvier 1997 : Premier snapshot de la page d'accueil du site sur Internet Archive.
- 30 janvier 2000 : La diffusion de Kamen Rider Kuuga ramène les séries Kamen Rider chez TV Asahi après plus de 30 ans, et débute les Heisei Kamen Rider.
- Octobre 2000 : L'entreprise est cotée dans la première division de la Bourse de Tokyo.
- Décembre 2000 : La chaîne commence à diffuser en numérique (BS Asahi).
- Avril 2003 : Inauguration du nouveau siège social de Roppongi Hills.
- Juillet 2003 : Déménagement à Roppongi Hills.
- Décembre 2003 : La chaîne commence à diffuser régulièrement sur la TNT.
- Février 2004 : La chaîne célèbre ses 45 ans d'existence.
- 18 juin 2006 : Le match de la FIFA World Cup Germany 2006 entre le Japon et la Croatie enregistre le meilleur taux d'audience de la chaîne, s'élevant à 52,7%.
- Avril 2008 : Apparition du slogan "NEW AIR, ON AIR".
- Février 2009 : La chaîne célèbre ses 50 ans d'existence. Un drama spécial, Kamen Rider G est diffusé le 31 janvier, coïncidant avec les 10 ans des Heisei Kamen Rider, célébrés avec Kamen Rider Decade.
- Mai 2011 : Création de la mascotte baptisée Go-chan.
- Juillet 2011 : Transition totale vers la TNT, marquant la fin des diffusions analogiques.
- Avril 2014 : TV Asahi devient une holdings; National Asahi Broadcasting Co., Ltd. devient TV Asahi Holdings Co., Ltd. à partir de la section de diffusion TNT nommée en 2013, TV Asahi Stock Split Co., Ltd.